# Tréziers
Tréziers – miejscowość i gmina we Francji, w regionie Oksytania, w departamencie Aude.
Według danych na rok 1990 gminę zamieszkiwało 68 osób, a gęstość zaludnienia wynosiła 11 osób/km² (wśród 1545 gmin Langwedocji-Roussillon Tréziers plasuje się na 833. miejscu pod względem liczby ludności, natomiast pod względem powierzchni na miejscu 954.).